# Autobahn A7 (Schweiz)
Die Schweizer Autobahn A7 ist deckungsgleich mit der Nationalstrasse N7, die von Winterthur nach Kreuzlingen führt. Die Autobahn beginnt an der Verzweigung Winterthur Ost, an der A1. Sie tangiert Frauenfeld, die Hauptstadt des Kantons Thurgau, die von einem Westanschluss und einem Ostanschluss erschlossen wird. Im Dreieck Grüneck zweigt die Autostrasse A23 ab, die bis Häusern als Autobahn ausgeschildert ist. Die A7 verläuft auf dem letzten Abschnitt unterirdisch – durch den im November 2002 eröffneten Girsbergtunnel – von Kreuzlingen Süd nach Kreuzlingen Nord und anschliessend über die Landesgrenze in den linksrheinischen Teil von Konstanz, wo sie auf deutscher Seite in die Bundesstrasse 33 mündet.